# NGC 7689
NGC 7689 في الفهرس العام الجديد، هي مجرة، تقع في كوكبة العنقاء. اكتشفت في 5 سبتمبر 1826 بواسطة جيمس دنلوب.

## روابط خارجية
- NGC 7689 على موقع ويكي سكاي: DSS2, SDSS, GALEX, IRAS, Hydrogen α, X-Ray, Astrophoto, Sky Map, Articles and images